# Bay Wellington Tower
La Bay Wellington Tower est un gratte-ciel de 207 mètres de hauteur construit en 1991 à Toronto au Canada.
L'immeuble fait partie du complexe de la Place Brookfield où se trouve aussi la TD Canada Trust Tower.
Le bâtiment, qui comprend 41 ascenseurs, a été conçu par l'agence d'architecture SOM, l'agence Bregman Hamann (appelée aujourd'hui B+H Architects) , et l'architecte espagnol Santiago Calatrava Valls